# ترافيس بيترسون
ترافيس بيترسون (بالإنجليزية: Travis Peterson)‏ مواليد 18 مايو 1985 في غلانديل، هو لاعب كرة سلة أمريكي سابق. بدأ مسيرته الاحترافية في سنة 2008. حمل الرقم 42. يبلغ طوله 6 قدم 10 بوصة (2.1 م).

## المسيرة الاحترافية
لعب مع نادي أكاديميك لكرة السلة في موسم 2010–2011، ثم لعب مع أوبرادويرو لكرة السلة في الدوري الإسباني في سنة 2014، ثم لعب مع نادي أفتودور ساراتوف لكرة السلة من سنة 2014 إلى 2016، ثم لعب مع فالنسيا باسكت في الدوري الإسباني في سنة 2016.

## روابط خارجية
- ترافيس بيترسون على موقع الدوري الإسباني لكرة السلة (الإسبانية)
- ترافيس بيترسون على موقع كرة السلة الأوروبية.كوم (الإنجليزية)
- ترافيس بيترسون على موقع كلية كرة السلة في سبورتس رفرنس.كوم (الإنجليزية)
- ترافيس بيترسون على موقع ريلجم (الإنجليزية)
- ترافيس بيترسون على موقع بروبوليرز (الإنجليزية)
- ترافيس بيترسون على موقع سبورتس رفرنس (الإنجليزية)